# Styloniscus simrothi
Styloniscus simrothi is een pissebed uit de familie Styloniscidae. De wetenschappelijke naam van de soort is voor het eerst geldig gepubliceerd in 1939 door Karl Wilhelm Verhoeff.